# Kabiyarí
Los Kawiyarí son un pueblo indígena, que habita a orillas del río Apaporis medio, su afluente el Cananarí y las lagunas aledañas, en el departamento del Vaupés (Colombia). Son 311 personas, que hablan una lengua arawak.

## Economía
La base de la economía es la horticultura itinerante, en chagras donde crecen conjuntamente cultivos de yuca, ñame, chontaduro, banano, ají, piña, marañón y otros. Además practican la pesca, caza y recolección de frutos silvestres.

## Organización social
Se consideran una hermandad o fratría, conformada actualmente por cinco linajes: Paamari que gobierna la sociedad; Maniari, los guerreros; Pamiari, están encargados de mantener la cultura propia, las tradiciones y costumbres; los Pachakuari o "gente abuelo", son los payés o chamanes y; los Mitaperiari, encargados de la organización económica.
Como los pueblos de lenguas tucanas, en la misma región, la hermandad de los kabiyarí practica la exogamia lingüística. Mantienen relaciones de intercambio matrimonial con los barasana, taiwano y tatuyo. Hablan la lengua de sus agnados, además de la propia y, un clan tatuyo, los yukaá, ha adquirido la lengua kawiyarí.

## Cosmología
El mundo de los kawiyarí fue creado y construido por varios movimientos que engendraron el espacio, el tiempo, la diversidad, el territorio y la sociedad. En el principio existía la tierra (Hehechu) que era el gran jaguar, vacío sin animales ni plantas ni día ni noche;  y el cielo (Yakamamukute). Al moverse el cielo de su caule y moverse por la tierra, desarrolla el camino del mundo primordial va generando la diversidad. Yakamamukute mató a los hijos de Hehechu, quien a su vez mató a Yakamamukute.
De los pedazos de Yakamamukute que cayeron en la tierra, se levantaron los Hijos del Cielo, los Manullly. En el río Pirá-Paraná, por entonces centro del mundo, dominado por Mapitare, comenzó el camino de los Hijos del Cielo. Buscaban como establecerse y descubrieron la raíz del árbol medicinal Itchanu que los salvaría de las enfermedades de la tierra. Cuando llegaron a su base en el raudal Jirijirimo, la dueña del árbol no les permitió usarlo. Cuando la dueña murió, derribaron el árbol, que se convirtió en río Apaporis y sus ramas en el Cananarí y demás afluentes.
Como el Apaporis era recto, llaman a Asha, la anaconda, que le da la forma al río, construye sus curvas y permite que los Manullly organicen el territorio de la hermandad y asignen los territorios de cada linaje. Fue el camino de Asha, que culmina cuando le roban el relámpago al trueno y cada linaje recibe una parte de relámpago.
El camino de Keri, la luna, definió el incesto y prohibió las relaciones sexuales  eintercambios matrimoniales dentro de la hermandad. El camino de la maloca o de las alianzas, estableció el intercambio matrimonial con la gente la tierra.